# Harrie van Weegen

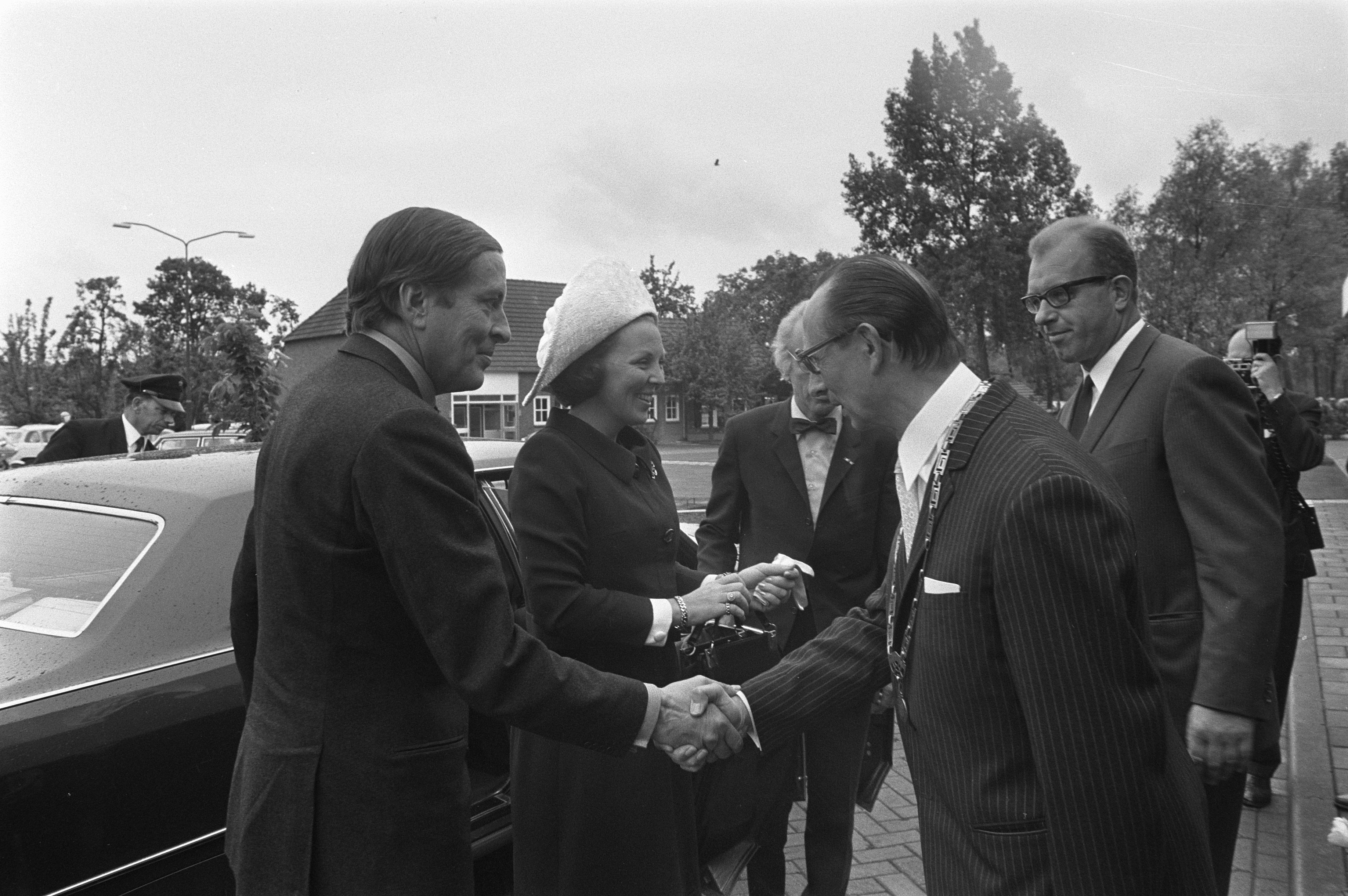
Burgemeester van Veghel, mr. H.P.J. van Weegen, verwelkomt prinses Beatrix en prins Claus tijdens hun werkbezoek in 1972 aan de Mars-fabriek in Veghel

Henri Piet Jan (Harrie) van Weegen (Herwen en Aerdt, 24 juni 1920 – Veghel, 12 december 2010) was een Nederlands politicus van de KVP.
Hij is afgestudeerd in de rechten aan de Katholieke Universiteit Nijmegen en was hoofdcommies bij de gemeentesecretarie van Nijmegen voor hij in oktober 1958 burgemeester werd van Ravenstein. Daarnaast was hij vanaf 1967 krap twee jaar (waarnemend) burgemeester van Berghem. In februari 1969 volgde zijn benoeming tot burgemeester van Veghel wat Van Weegen tot zijn pensionering in 1985 zou blijven. Daarmee kwam nog geen einde aan zijn burgemeesterscarrière want vanaf januari 1988 was hij nog ruim twee jaar waarnemend burgemeester van Ammerzoden en in september 1991 werd hij opnieuw waarnemend burgemeester en wel van de Noord-Brabantse gemeente Zeeland. Daar vervulde Van Weegen die functie tot 1 januari 1994 toen die gemeente opging in de nieuwe gemeente Landerd. Eind 2010 overleed hij op 90-jarige leeftijd. Tevens was Van Weegen de oprichter van Dispuut WING te Nijmegen in 1945.